# Anomala longipennis
Anomala longipennis är en skalbaggsart som beskrevs av Thomas Casey 1915. Anomala longipennis ingår i släktet Anomala och familjen Rutelidae. Inga underarter finns listade i Catalogue of Life.